# Genasauria
Genasauria je klada izumrlih kljunastih, prvenstveno biljojednih dinosaurusa. Paleontolog Pol Serano je prvi imenovao Genasauria 1986. godine. Ime Genasauria je izvedeno od latinske reči gena što znači „obraz“ i grčke reči saúra (σαύρα) što znači „gušter“. Pretpostavlja se da se Genasauria odvojila od Lesothosaurus u ranoj juri. Karakteristike lobanje koje karakterišu Genasauria uključuju medijalni pomak maksilarnog zuba, mandibularnu simfizu u obliku klica, koronoidni nastavak umerene veličine i bezubi (bez zuba) prednji deo premaksile. Prepoznatljiva postkranijalna karakteristika Genasauria je pubični pedunkul iliuma koji je manje robustan od ischijalnog pedunkula. Genasauria se obično deli na Neornithischia i Thyreophora. 

## Spoljašnje veze
- Genasauria Phylogeny by Thomas R. Holtz, Jr.
- „Orthopoda”. New International Encyclopedia. 1905. An obsolete order that embraced at least two of its groups.